# Romeinse belegeringswapens

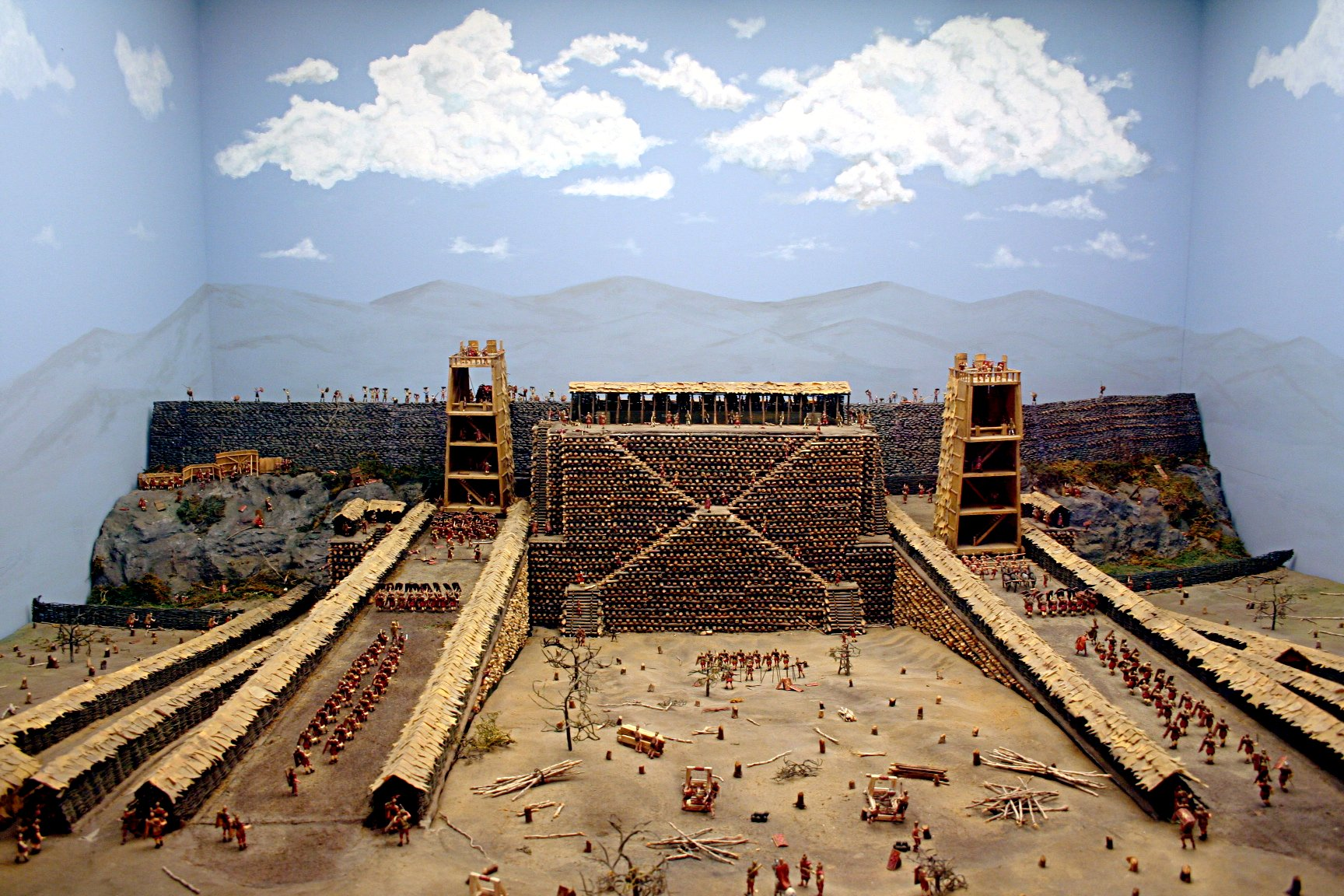
Maquette van het Romeinse beleg van Avaricum, waarbij onder dekking van turres (belegeringstorens) en lange rijen vineae (schutdaken) een agger (stormhelling) werd aangelegd.

De Romeinse belegeringswapens bestonden uit een verscheidenheid aan machines en constructies om de muren van belegerde steden en vestingen te veroveren. De belangrijkste belegeringswapens waren de machines waarmee de muren werden beklommen of gesloopt. Daarnaast hadden de Romeinen de beschikking over verschillende artilleriewapens en allerlei verdedigingswerken, pantserconstructies en -voertuigen om de legionairs tegen vijandige projectielen en te hulp komende ontzettingstroepen te beschermen.

## Romeinse belegering
Een vijandige versterking kon op verschillende manieren worden ingenomen. De gebruikelijkste vorm van belegering was de volledige isolatie van de stad of vesting, waarna men wachtte totdat de belegerden zich door voedselgebrek of uitbraak van ziekten overgaven. Het kwam ook voor dat een versterking door verraad kon worden ingenomen, of dat men onder de dekking van de nacht met behulp van scalae (stormladders) een deel van de versterkingen wist in te nemen. Om te voorkomen dat een ontzettingsmacht de belegerde stad te hulp kwam gebruikten de Romeinen een circumvallatielinie met contravallatielinie, een volledige dubbele omsluiting van een belegerde stad.

## Belegeringswapens

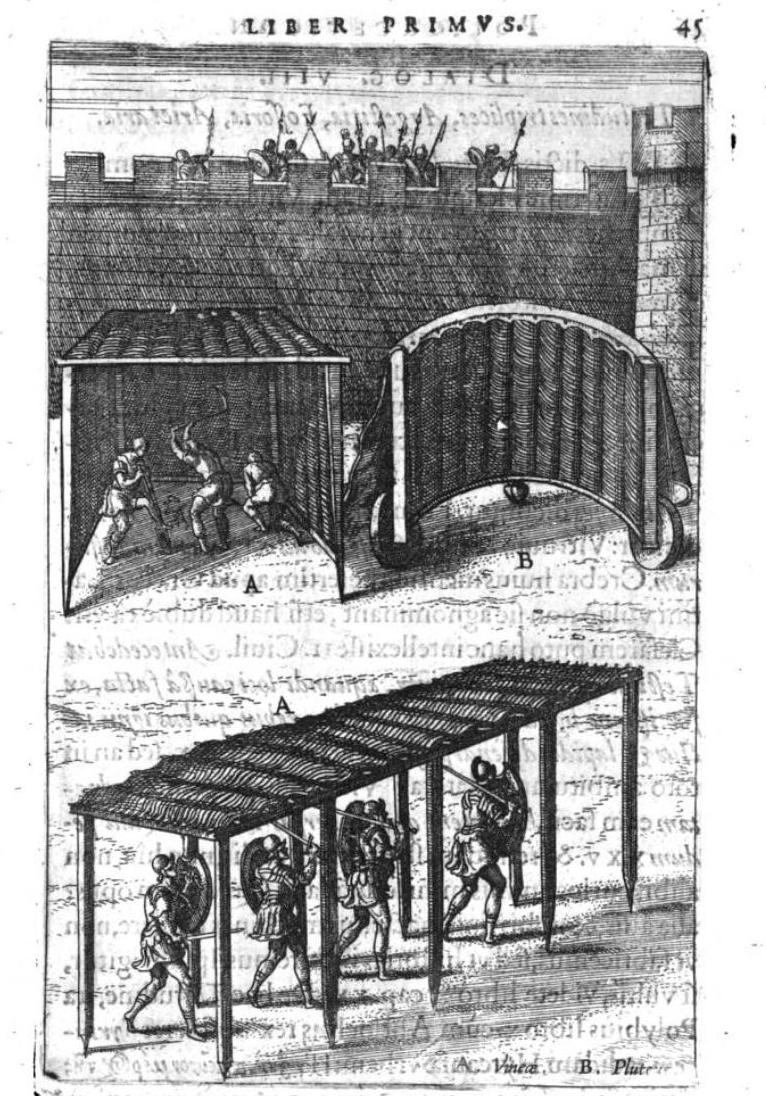
Twee vineae en een pluteus.

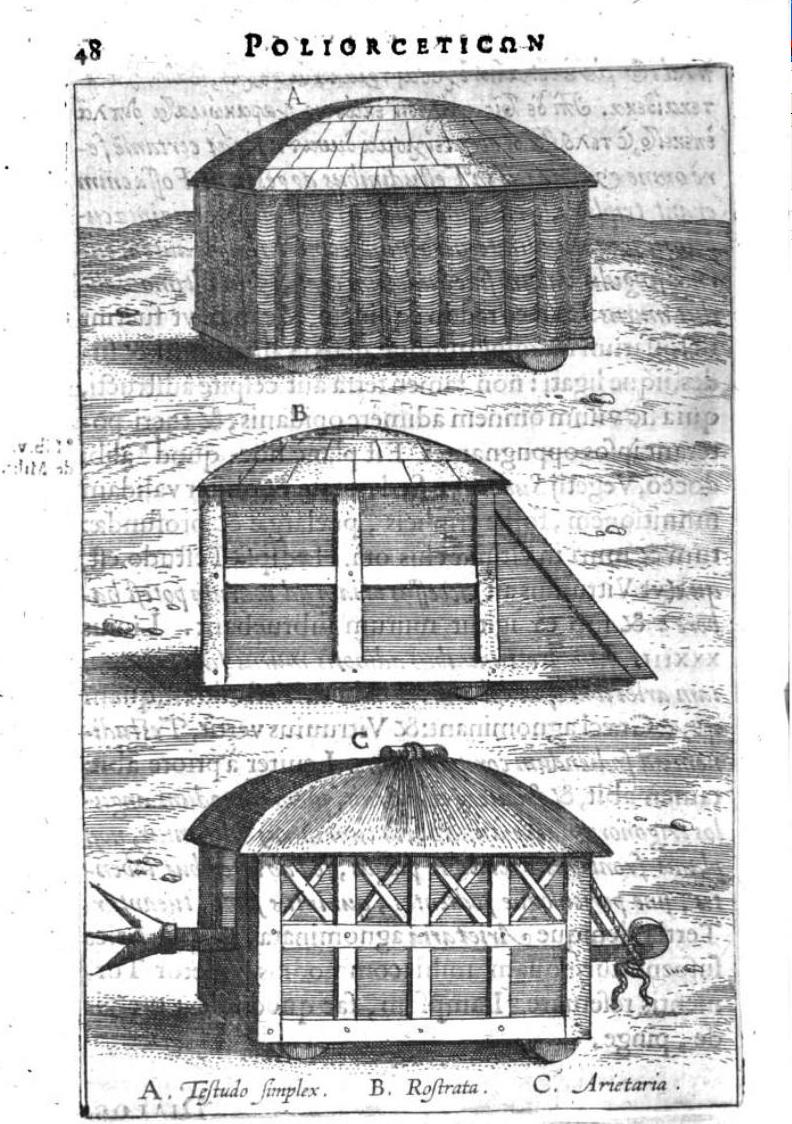
Drie Romeinse testudines, de onderste met stormram.

Bij een offensieve belegering kon het Romeins leger kiezen uit een groot arsenaal aan machines, werktuigen en technieken.

### Turris
Belegeringstorens werden reeds in de 9e eeuw v.Chr. door het Nieuw-Assyrische Rijk gebruikt. De Romeinse belegeringstoren werd turris genoemd en was een multifunctioneel aanvalswapen. De onderste verdieping bevatte vaak een stormram en de bovenste verdieping had een valbrug, waarover legionairs de vijandige muur konden bestormen. Boogschutters en ballistae in de toren gaven dekkingsvuur en de bepantsering beschermde de Romeinen tegen vijandige projectielen. De bepantsering diende niet alleen ter bescherming maar maakte de toren door het extra gewicht ook stabieler. De torens die door legioenen werden meegenomen werden turres plicatiles (plicatiles = opvouwbaar) genoemd. De turres ambuletorias waren torens op wielen en turres contabulatae waren torens met meerdere verdiepingen.

### Aries
Stormrammen werden net als belegeringstorens al door het Nieuw-Assyrische Rijk gebruikt. De Romeinse stormram aries werd meestal in pantserconstructies gebruikt, zoals in de bovengenoemde belegeringstoren of in een testudo, een langwerpige verplaatsbare houten constructie op wielen. De testudo met stormram werd testudo arietaria genoemd. De aries bestond uit een boomstam, bij voorkeur van een zilverspar of wilde lijsterbes, met een ijzeren kop, die aan een tweede mast was opgehangen.

### Pluteus
De pluteus was een verplaatsbaar scherm, gemaakt van planken of gevlochten twijgen. Hiermee konden de Romeinen dicht bij de palissades of muren van een belegerde versterking komen terwijl ze toch beschermd waren tegen vijandelijke projectielen. Deze plutei werden ook gebruikt als borstwering op verdedigingstorens en muren. Bij deze toepassing hadden de houten schermen vaak een beschermlaag van metaal of huiden. Deze schermen werden ook bij de verdediging van de zware artilleriewapens gebruikt. Ze werden dan op de linker- en rechterflank van de wapens geplaatst, waarachter de boogschutters plaatsnamen die de batterij moesten beschermen tegen vijandige aanvallen.

### Vinea
Julius Caesar gebruikte in de Gallische Oorlog al vineae, een soort verplaatsbare houten schutdaken om een belegerde stad te kunnen naderen. Deze verplaatsbare galerijen met zijkanten van vlechtwerk werd in lange rijen achter elkaar gezet om de vijandige stellingen te naderen zonder een doelwit voor boogschutters of slingeraars te worden. Onder de vinea kon de zware musculus worden gebouwd, die op rollers naar de muur werd geschoven zodat de Romeinen deze konden ondermijnen.

### Testudo
De testudo was een zwaardere verrijdbare variant van de vinea en werd voornamelijk ingezet om grote belegeringswapens te beschermen tegen vijandige projectielen. Dit kon een aries zijn, de Romeinse stormram, die dan testudo arietaria werd genoemd. Belegeringswapens als de muurboor terebra en de falx muralis, een mast met een gebogen ijzeren punt om afzonderlijke stenen van een muur los te wrikken, werden eveneens met de testudo beschermd, alsook de Romeinse ballistae en andere katapulten.

### Musculus
De musculus was een zwaar gepantserde constructie met tegeldak om vanuit een vinea het laatste stuk tot de vijandige muur te overbruggen. De musculus was bestand tegen pijlen, speren, vuurpotten en vanaf de borstwering gegooide stenen. Zodra de musculus tegen de muur was geschoven kon men deze ondermijnen of met de muurboor terebra bewerken. De musculi met muurboor werden musculi terebus genoemd.

## Grondwerken

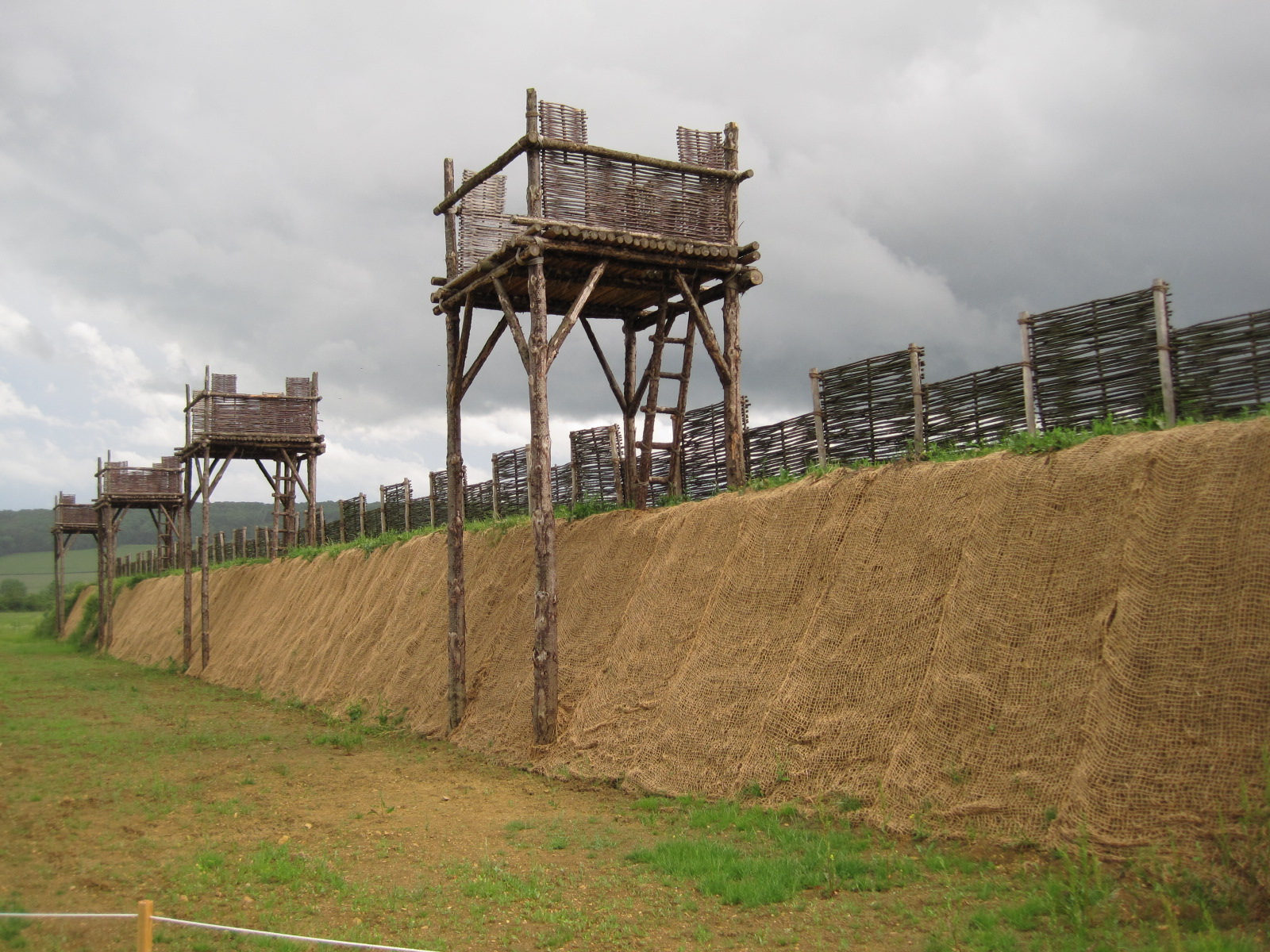
Gereconstrueerde Romeinse circumvallatielinie bij Alesia.

Uit de defensieve Romeinse grondwerken bij steden en legerkampen ontwikkelde zich rond 200 v.Chr. het gebruik van grondwerken als belegeringswapen.

### Dolabra
Omdat grondwerk erg belangrijk was in het Romeins leger droeg elke legionair naast zijn wapens ook gereedschap. Het bekendste gereedschap was de dolabra, die zowel als pikhouweel maar ook als strijdbijl kon worden gebruikt. Als gereedschap kon de dolabra worden gebruikt voor de houtkap en voor allerhande graafwerk, van het graven van grachten en het opwerpen van aardwallen tot het ondermijnen van stadsmuren.

### Agger
Een agger was een Romeinse aardwal, oorspronkelijk bedoeld om castra, Romeinse legerkampen, te beschermen. Vanaf ongeveer 200 v.Chr. zette het Romeins leger de agger ook als belegeringswapen in. Met de aanleg van een schuin oplopende agger konden verdedigingsgrachten worden gedempt en belegeringswapens naar verhoogde muren worden gerold.

### Cuniculus
Cuniculi waren tunnels die onder muren werden gegraven om een doorgang te maken of om deze te ondermijnen. In 396 v.Chr. veroverden de Romeinen op deze manier de Etruskische stad Veii.

### Circumvallatielinie
De circumvallatielinie, een aaneengesloten verdedigingswerk rondom een belegerde stad, werd al toegepast door de Spartanen bij de belegering van de Griekse stad Plataeae in 429 v.Chr. tijdens de Peloponnesische Oorlog. De Romeinen namen de techniek over van de Grieken en Julius Caesar paste deze succesvol toe in 52 v.Chr. bij het beleg van Alesia tijdens de Gallische Oorlog.

## Artillerie

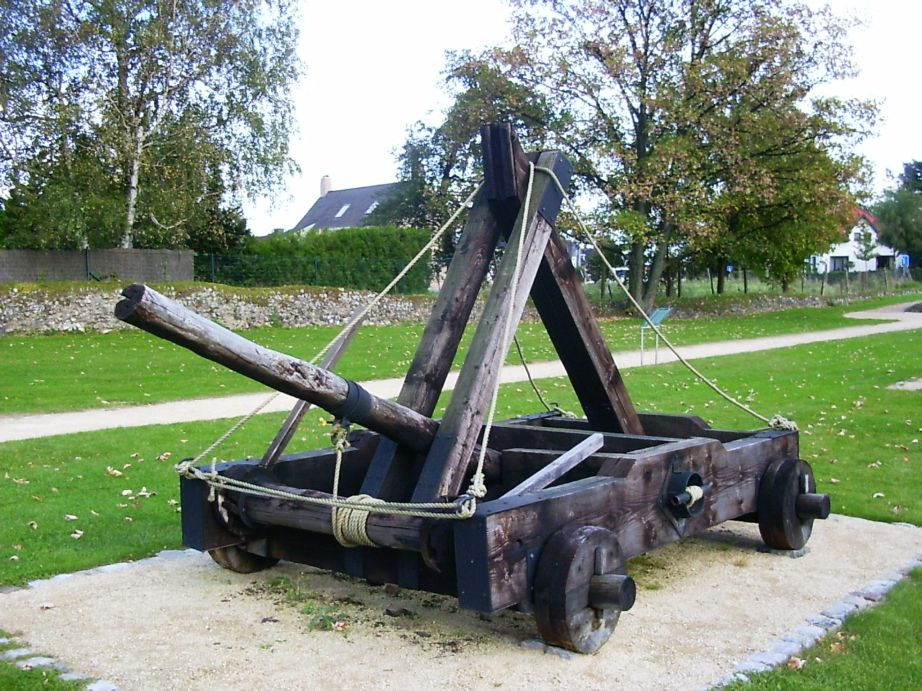
Gereconstrueerde onager bij Tongeren.

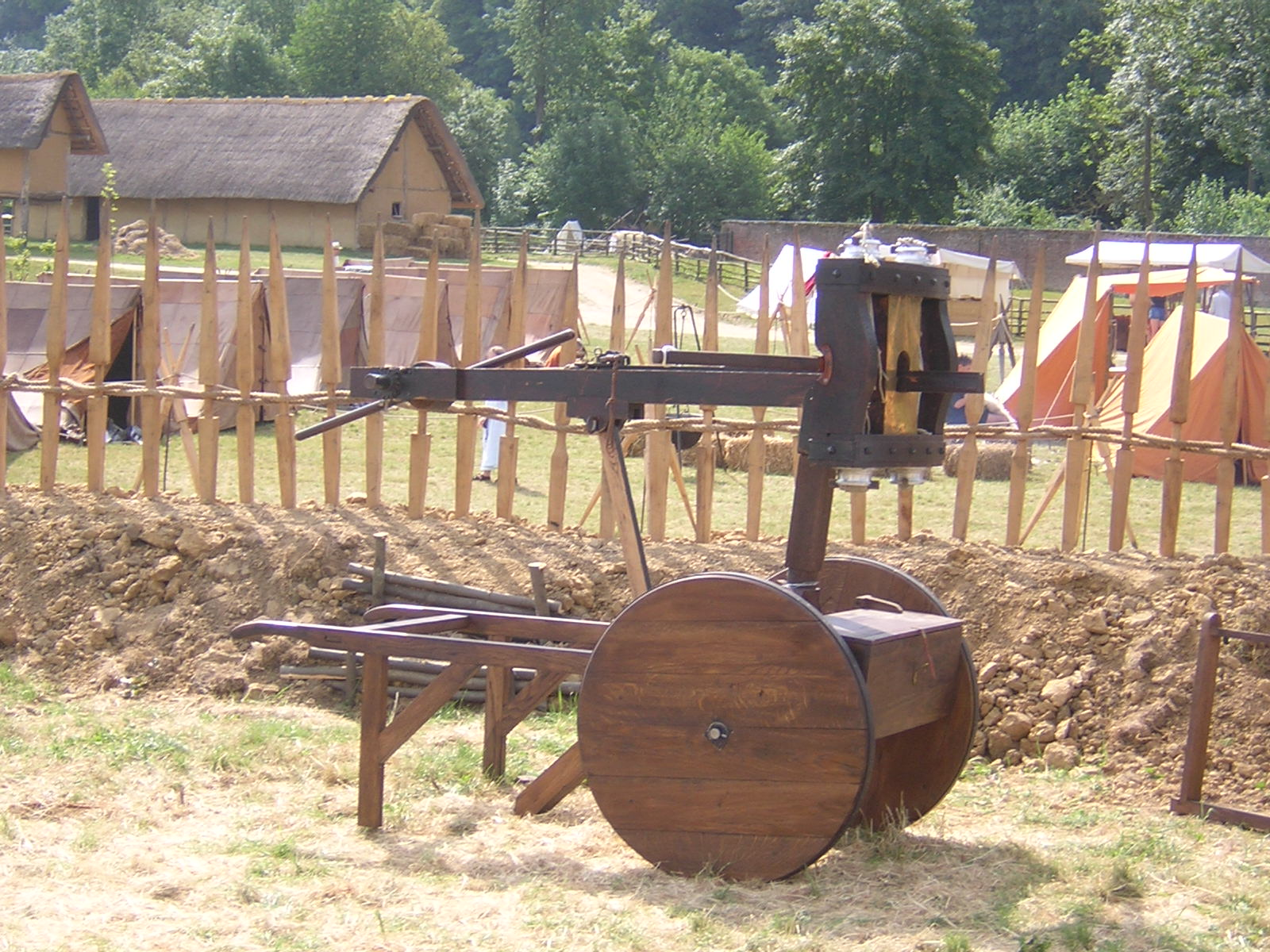
Een carroballista; een scorpio op wielen.

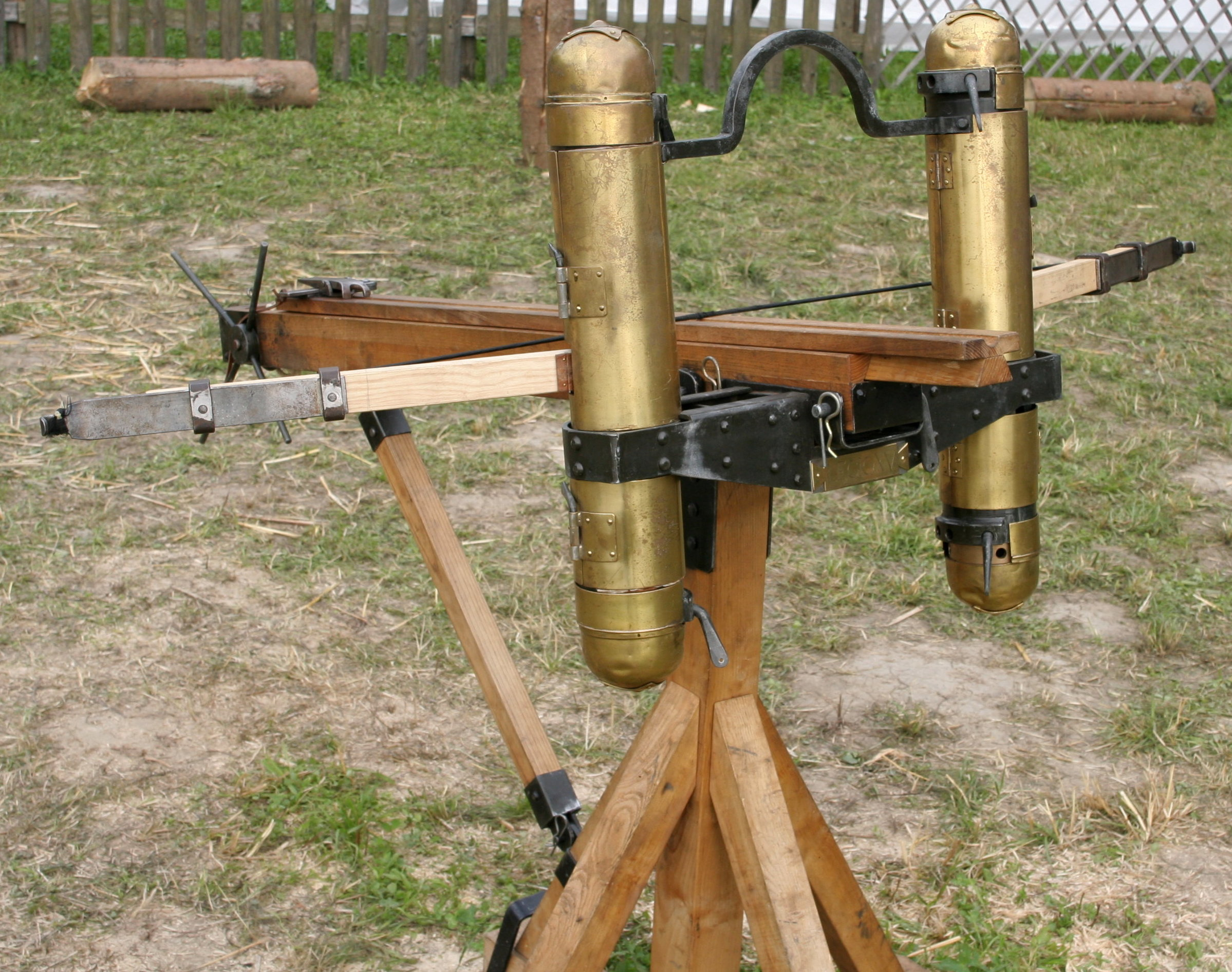
Moderne reconstructie van een cheiroballistra.

De Romeinse artilleriewapens bestonden uit katapulten. Deze waren gebaseerd op in het oude Griekenland uitgevonden torsiegeschut zoals de euthytone en palintone. De pezen van de torsieveren werden gemaakt van dierenpezen, vrouwenharen of paardenharen. Deze katapulten waren niet sterk genoeg om zware muren te vernielen, maar konden wel poorten en palissades versplinteren, de belegerden van de muren weghouden en de vijand bij een uitval onder vuur nemen. De massale inzet van artillerie werd ook gebruikt als een vorm van psychologische oorlogvoering om het moreel van de belegerden, die deze wapens vaak niet kenden, te ondermijnen. De ballistaschutters werden tragularii genoemd. Dit lijkt niet logisch, omdat een tragula een type speer is en een tragularius dus een speerwerper zou zijn, maar vroege ballistae schoten speren in plaats van pijlen af.

### Ballista
Uit de Griekse speerwerpende euthytone en steenwerpende palintone ontwikkelden de Romeinen de speer- en steenwerpende ballista. Een zware ballista die stenen kogels van 1 talent (circa 30 kg) kon afschieten had een bereik van 2 stadiums (380 m) of zelfs nog meer. Het standaardbereik van de meestal gebruikte grote houten pijlen met zware ijzeren punten was 450 meter, maar lichte pijlen konden wel 4 stadiums, meer dan 750 meter, worden weggeschoten.

### Onager
De steenwerpende onager, die in vroegere tijden ook wel tormentum of scorpio werd genoemd, dankt zijn naam aan de schoppende beweging van de machine bij het wegslingeren van het projectiel, gelijk aan die van een Onager, een wilde ezelsoort. Vanwege de zware terugslag kon de onager daarom niet op muren worden geplaatst, omdat deze onder de machine zouden verbrijzelen. De katapult had een slinger aan het uiteinde van de slingerarm, waardoor het bereik met minimaal een derde werd vergroot. In tegenstelling tot alle andere Romeinse artilleriewapens slingerde de eenarmige onager het projectiel in een boogbaan, waardoor ook doelen achter muren konden worden geraakt. Een zware onager kon stenen van 2 talenten (ca. 60 kg) zeker 300 meter wegslingeren. Elke cohort in een legioen had een onager, waarmee een compleet legioen dus 10 onagers bezat.

### Scorpio
De scorpio was een compacte door een enkele soldaat te bedienen versie van de ballista, die makkelijk met de legioenen kon worden meegevoerd en zonder problemen op muren en in belegeringstorens kon worden geplaatst. Een scorpio kon zware pijlen van 40 tot 90 cm lang afschieten, had een bereik van meer dan 300 meter en kon 4 pijlen per minuut afvuren. De schijven aan de boven- en onderkant van de torsieveren waren van binnen ovaal, waardoor meer pezen gebruikt konden worden en het wapen krachtiger werd. Het wapen was krachtig genoeg om schilden of lichaamsbepantsering te doorboren.

### Cheiroballistra
De cheiroballistra was een nog compactere versie van de scorpio met een zeer open en geheel metalen spanraam, waardoor deze veel eenvoudiger te richten was dan de scorpio. Doordat de torsieveren in afgesloten metalen behuizingen, kambestrions genaamd, zaten waren deze ook minder gevoelig voor vocht. De kamarion, de ijzeren bovenste verbindingsbeugel tussen de kambestrions, had in het midden een boog, die mogelijk als richthulp diende.

### Carroballista
Scorpiones en Carrobalista waren compact genoeg om hiervan een mobiele variant te ontwikkelen. Dit werd de carroballista, een compacte ballista op een kar. Elke centurie in een legioen had een carroballista; een compleet legioen zou dan 55 carroballistae hebben.